# باربي
 باربي  دمية أزياء من إنتاج شركة ماتيل للألعاب وقد طُرحت في الأسواق لأول مرة في مارس 1959. ويعود الفضل في تصميم باربي إلى سيدة الأعمال الأمريكية روث هاندلر (1916-2002) التي استوحت فكرتها من الدمية الألمانية الشهيرة دمية بيلد ليلي. شكَّلت باربي جزءًا مهمًا من سوق دمى الأزياء لمدة خمسين عامًا. هذا بالإضافة إلى أنها كانت محور العديد من الخلافات والدعاوى القضائية، وكثيرًا ما كان هناك تهكم وسخرية من الدمية وأسلوب حياتها. في السنوات الأخيرة الماضية، واجهت باربي منافسة متزايدة من مجموعة دمى براتز.

## فكرة تصميم باربي

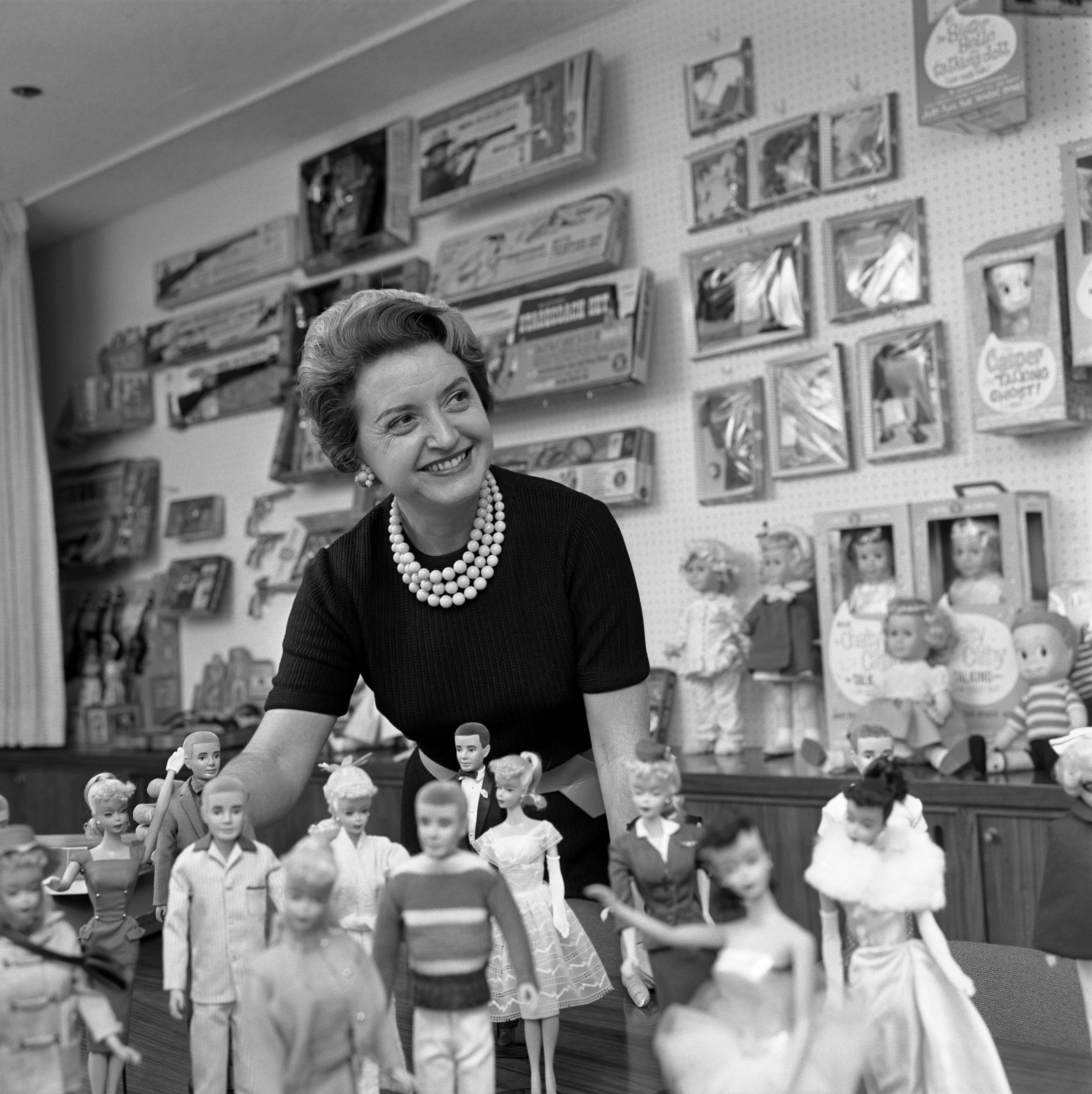
السيدة روث هاندلر مع دمى باربي في عام ١٩٦١

أنتجت أول دمية باربي في مارس 1959 كانت روث هاندلر تشاهد ابنتها باربرا وهي تلعب بدمى مصنوعة من الورق ولاحظت أنها كانت تستمتع كثيرًا بالتعامل مع الدمى على أنهم أشخاص كبار. وفي ذلك الوقت، كانت معظم دمى الأطفال على شكل أطفال صغار. وعندما لاحظت هاندلر أن هناك فجوة في السوق لأنه لا يلبي احتياجات الأطفال من الدمى اللاتي تجاوزن مرحلة الطفولة، فقد اقترحت على زوجها إليوت - شريك في شركة ماتيل للألعاب - فكرة تصميم دمية لها جسد امرأة. ولكنه لم يتحمس للفكرة ولا مديري شركة ماتيل. وفي أثناء رحلة قامت بها روث إلى أوروبا في عام 1956 مع أبنائها باربرا وكينيث، رأت بالصدفة الدمية الألمانية الشهيرة بيلد ليلي. وقد كانت هذه الدمية ـ التي على شكل فتاة بالغة ـ هي بالضبط الصورة المرسومة في ذهن هاندلر، وهذا ما جعلها تقوم بشراء ثلاث دمى بيلد ليلي. أعطت روث دمية لابنتها وذهبت بالاثنتين إلى شركة ماتيل. جدير بالذكر أن دمية ليلي كانت مستوحاة من شخصية مشهورة تظهر في قصة هزلية تصدر في صحيفة بيلد الألمانية وهي من رسم رينهارت بيوثن. كانت ليلي فتاة عاملة تعرف ما تريد ولم تكن تترفع عن استغلال الرجال لنيل ما تريد. بيعت دمية ليلي لأول مرة في ألمانيا في عام 1955، وعلى الرغم من أنها بيعت في البداية للأطفال، فإن شهرتها امتدت للكبار الذين استمتعوا بشراء ملابس لها من الأسواق وجعلها تبدو في أحسن هيئة ممكنة. وعندما عادت هاندلر إلى الولايات المتحدة الأمريكية، فإنها عملت على إعادة تصميم الدمية (بمساعدة المهندس جاك ريان) وحصلت الدمية على اسم جديد،  باربي ، تيمنًا باسم ابنة هاندلر باربرا. وقد ظهرت الدمية لأول مرة في معرض الألعاب الدولية في نيويورك في 9 مارس 1959. ويعد هذا التاريخ أيضًا هو عيد ميلاد باربي الرسمي. حصلت شركة ماتيل للألعاب على حقوق تصنيع دمية بيلد ليلي في عام 1964 ومن وقتها توقف إنتاج الدمية تمامًا. ارتدت أول دمية باربي ثوب سباحة مخطط باللونين الأبيض والأسود وكان شعرها على شكل ذيل حصان، كما كانت متوفرة شقراء وسمراء. وتم تسويق الدمية على أنها عارضة أزياء مراهقة وكانت ملابسها من تصميم مصممة أزياء شركة ماتيل شارلوت جونسون. جدير بالذكر أن أول دمى باربي تم تصنيعها في اليابان وقام عمال منازل يابانيين بخياطة ملابسها يدويًا. بيع حوالي 350,000 دمية باربي في خلال السنة الأولى من الإنتاج. أعتقدت روث هاندلر أنه من المهم أن تأخذ باربي مظهر الكبار وأظهرت أبحاث السوق الأولية امتعاض بعض الآباء من مظاهر الأنوثة الطاغية للدمية. قامت الشركة المنتجة بتغيير شكل باربي عدة مرات، وكان أبرزها في عام 1971 عندما تم تعديل عيون الدمية لتنظر إلى الأمام بدلاً من النظرة الجانبية للدمية الأصلية. كانت باربي واحدة من أولى لعب الأطفال التي يُوضع لها إستراتيجية تسويق تعتمد بشكل كبير على التليفزيون والإعلانات وقد قلدتها العديد من شركات لعب الأطفال فيما بعد في الترويج لمنتجاتها. وتشير التقديرات إلى أنه تم بيع أكثر من مليار دمية باربي في أكثر من 150 دولة من دول العالم، كما تقول شركة ماتيل إنه يتم بيع دمتي باربي كل ثانية. [./باربي#cite_note-2 [2]][2][2][2][2][2][2] [./باربي#cite_note-3 [3]][3][3][3][3][3][3]بمقياس 1/6 والذي يعرف أيضًا باسم مقياس الدمى اللعبة. [./باربي#cite_note-4 [4]][4][4][4][4][4][4]. لا تقتصر منتجات باربي على مجموعة الدمى وملابسها وإكسسواراتها فقط، ولكن هناك أيضًا عدد كبير من المنتجات الذي يحمل العلامة التجارية لـ باربي، مثل الكتب وكل ما يتعلق بالموضة وألعاب الفيديو. ظهرت باربي في سلسلة من أفلام الرسوم المتحركة وكانت ضيف شرف في فيلم قصة لعبة 2 في عام 1999. أصبحت دمية باربي رمزًا ثقافيًا ونالت مكانة عالية في عالم الألعاب، وهو شيء غير معتاد حدوثه مع دمية أزياء. في عام 1974، تم تغيير اسم جزء من تايمز سكوير في مدينة نيويورك ليصبح اسمه جادة باربي لمدة أسبوع. بينما في عام 1985، قام الفنان آندي وارهول برسم لوحة للدمية باربي./[./باربي#cite_note-6 [6]][6][6][6][6][6][6]/ Innovators / Ruth Handler

## السيرة الذاتية لـ باربي
اسم باربي الكامل هو  باربرا ميليسينت روبرتس . في سلسلة من الروايات التي نشرتها شركة راندوم هاوس في الستينيات، كان والدها يُدعى جورج روبرتس ووالدتها مارجريت روبرتس من مدينة ويلوز الخيالية في ويسكونسن. دخلت باربي مدرسة ويلوز الثانوية ومدرسة مانهاتن الثانوية الدولية الخيالية في مدينة نيويورك. وكانت باربي على علاقة عاطفية غير مستقرة مع كين (كين كارسون) الذي ظهر لأول مرة في عام 1961. وكما هو الحال مع باربي، فقد سمي كين على اسم أحد أبناء روث هاندلر. أصدرت شركة ماتيل في فبراير 2004 تقريرًا صحفيًا قالت فيه إن باربي وكين قررا الانفصال، ولكن في فبراير 2006 عادا لبعض مرة أخرى. [./باربي#cite_note-7 [7]][7][7][7][7][7][7] [./باربي#cite_note-8 [8]][8][8][8][8][8][8]
كان لدى باربي أكثر من أربعين حيوانًا أليفًا، والتي تشتمل على قط وكلاب وخيول وباندا وشبل وحمار وحشي. كما امتلكت مجموعة كبيرة من السيارات، ومنها سيارة كورفيت مكشوفة وردية ومقطورات وسيارات جيب. هذا بالإضافة إلى أنها تحمل رخصة طيار وتدير شركة طيران تجارية وتعمل مضيفة طيران. جدير بالذكر أن الوظائف التي تعمل بها باربي تهدف إلى إظهار أن النساء يمكن أن يقمن بأدوار متنوعة في الحياة، ولقد بيعت الدمية بعدد كبير من الألقاب، ومنها رائدة الفضاء باربي  ودكتورة باربي  ومتسابقة الناسكار باربي . [./باربي#cite_note-9 [9]][9][9][9][9][9][9] قامت شركة ماتيل بتصميم مجموعة أصدقاء باربي، ومنهم تيريزا الإسبانية وميدج وكريستي فتاة أمريكية من أصل إفريقي وستيفين (صديق كريستي). كما تم تصميم أشقاء وأقارب باربي، مثل سكيبر وتوتي (أخت تود التوأم) وتود (الأخ التوأم لـ توتي وستاسي) وستاسي (أخت تود التوأم) وكيلي وكريسي وفرانسي وجازي. يعتقد الكثيرون أن قصة حياة باربي مأخوذة من قصة حياة لورا بريستوت.

## انتقادات حول باربي
إن شعبية باربي تؤكد على أن تأثيرها على لعب الأطفال يجذب قدرًا كبيرًا من الاهتمام. والانتقادات الموجهة إلى باربي تعتمد في أغلب الأحيان على افتراض أن الأطفال يعتبرونها نموذجًا للفتاة المثالية وسيحاولون تقليدها. *وأحد من أشهر الانتقادات الموجهة لـ باربي هو أنها تروج لفكرة غير واقعية عن صورة جسد امرأة في مقتبل العمر، مما يؤدي إلى ظهور احتمالية إصابة الفتيات اللاتي سيحاولن تقليدها بمرض فقدان الشهية. إن مقاسات جسد دمية باربي النموذجية هو 11.5 بوصة طول؛ مما يشير إلى أن طول المرأة الحقيقية النموذجي هو حوالي 5 أقدام و9 بوصات بمقياس 1/6. وقد أشارت الإحصائيات الحيوية إلى أن مقاسات جسد باربي هو 36 بوصة (للصدر) و18 بوصة (للخصر) و33 بوصة (للأرداف). ووفقًا لبحث أجرته مستشفى يونيفرسيتي سنترال هوسبيتال في مدينة هلسنكي في فنلندا، فإن باربي تفتقر إلى نسبة 17 إلى 22 في المائة من دهون الجسم اللازمة للفتاة من أجل أن تحيض. [10][10][10][10][10][10]. وفي عام 1965، أنتجت شركة ماتيل دمية باربي أنحف من سابقاتها وكان معها كتاب بعنوان How to Lose Weight وكانت النصيحة التي أسداها الكتاب للفتيات هي: لا تأكلن. كما جاء مع الدمية حمام وردي اللون مكتوب عليه 110 باوند على مقياس 1/6 وهو أقل من المعدل المثالي بحوالي 35 باوند ومناسب لامرأة طولها 5 قدم و9 بوصات. وفي عام 1997، قامت شركة ماتيل بتعديل شكل جسم باربي وزادت مقاسات الخصر، كما أشارت الشركة إلى أن هذه التعديلات ستجعل شكل الدمية يتناسب أكثر مع تصميمات الأزياء المعاصرة. [12][12][12][12][12][12]. [13][13][13][13][13][13] [14][14][14][14][14][14] * في يوليو 1992، أنتجت شركة ماتيل Teen Talk Barbie والتي كانت تنطق بضع عبارات، مثل هل سنحصل على ما يكفينا من الملابس أبدًا؟ وأحب التسوق! وهلا أقمنا حفل بيتزا؟ كانت كل دمية مبرمجة لنطق أربع عبارات من أصل 270 عبارة، وبالتالي لم يكن من المحتمل أن تنطق دمى تان بالعبارات نفسها. وكانت عبارة من أصل 270 عبارة هي درس الرياضيات صعب! (وغالبًا ما كانت تُسمع خطأ على أنها تقول الرياضيات صعبة). وعلى الرغم من أن حوالي 1.5% فقط من كل الدمى المباعة كانت تقول هذه العبارة، فإنها أدت إلى انتقادات عديدة من الجمعية الأمريكية للجامعة النسائية. في أكتوبر 1992، أعلنت شركة ماتيل أن Teen Talk Barbie لن تنطق هذه العبارة بعد الآن وعرضت على الأشخاص الذين يمتلكون أيًا منها استبدالها بأخرى. [15][15][15][15][15][15] *أنتجت الشركة السمراء فرانسي لأول مرة في عام 1967، وتوصف في بعض الأحيان على أنها أول دمية باربي أمريكية من أصل إفريقي. ومع ذلك، فقد تم إنتاجها باستخدام قالب الرأس الموجود لدمية فرانسي البيضاء؛ مما جعلها تفتقر إلى سمات الشكل الإفريقي فيما عدا لون البشرة الغامق. جدير بالذكر أنه غالبًا ما يتم اعتبار كريستي أول دمية أمريكية من أصل إفريقي في مجموعة باربي والتي أُنتجت عام 1968. [16][16][16][16][16][16] [17][17][17][17][17][17] وقد تم إنتاج دمى باربي من أصل إفريقي وإسباني في عام 1980. *في عام 1997، دخلت شركة ماتيل في شراكة مع شركة نابيسكو لعمل دعاية مشتركة لدمى باربي وبسكويت أوريو. كان يتم تسويق Oreo Fun Barbie على أنها فتاة تستطيع الفتيات الصغيرات اللعب معها بعد انتهاء اليوم الدراسي وتناول البسكويت الأمريكي المفضل معها. وكما جرت عليه العادة، فإن شركة ماتيل للألعاب أنتجت دمى أصحاب البشرة البيضاء وسمراء. قال النقاد إنه في المجتمع الأمريكي ذو الأصل الإفريقي يعتبر  أوريو  مصطلحًا ازدرائيًا يعني أن الشخص أسود من الخارج وأبيض من الداخل مثل قطعة البسكويت نفسها. لم تلق الدمية نجاحًا في الأسواق؛ مما جعل شركة ماتيل تسترجع الدمى غير المباعة والذي أدى بدوره إلى سعي هواة جمع الدمى إلى الحصول عليها. *في مايو 1997، صنعت شركة ماتيل Share a Smile Becky وهي عبارة عن دمية تجلس في كرسي متحرك لونه وردي. أشار كجيرستي جونسون طالب ثانوي عمره 17 عامًا يعيش في تاكوما في واشنطن ويعاني من شلل في المخ إلى أن الدمية لن تتمكن من دخول مصعد منزل أحلام باربي الذي تبلغ قيمته 100 دولار أمريكي. أعلنت شركة ماتيل أنها ستعيد تصميم المنزل في المستقبل ليتلائم مع الدمية. *في مارس 2000، ظهرت قصص في وسائل الإعلام تدعي أن مادة الفينيل الصلبة المستخدمة في تصنيع دمية باربي: يمكن أن تسرب مواد كيميائية سامة تشكل خطرًا على الأطفال الذين يلعبون بالدمية. وتم رفض الإدعاء لبطلانه بناءً على رأي خبراء فنيين. وأنتجت الشركة دمية باربي حديثة مصنوع جسمها من بلاستيك ABS، في حين أن رأسها مصنوع من كلوريد البوليفينيل الطري. [21][21][21][21][21][21] Why There Is No Such Thing As A Toxic Barbie? [22][22][22][22][22][22] *في سبتمبر 2003، قامت إحدى دول الشرق الأوسط وهي المملكةالعربية السعودية بحظر بيع دمى باربي مشيرة إلى أنها لا تتفق مع تعاليم ومبادئ الإسلام. ذكرت هيئة الأمر بالمعروف والنهي عن المنكر أن [23][23][23][23][23][23]إكسسواراتها وأدواتها تعد رمزًا لتدهور وانحطاط الغرب الضال. ومن ثم، ينبغي علينا التنبه لمخاطرها وتوخي الحذر. [24][24][24][24][24][24]. وفي منطقة الشرق الأوسط توجد دمية بديلة لدمية باربي اسمها فلة وهي تشبه باربي ولكنها مصممة بحيث تتناسب مع متطلبات سوق الدول الإسلامية. جدير بالذكر أن الشركة المنتجة لدمية فلة ليست شركة ماتيل، كما أنها متوفرة في دول أخرى في منطقة الشرق الأوسط ومنها مصر. [25][25][25][25][25][25] وفي إيران، تم تصميم دمى سارة ودارا كبدائل لدمية باربي. [26][26][26][26][26][26] *في ديسمبر 2005، نشر دكتور أجنس نيرن من جامعة باث في إنجلترا بحثًا أشار فيه إلى أنه عادةً ما تمر الفتيات بمرحلة تكرهن فيها دمية باربي ويفرضن على الدمية مجموعة من العقوبات، مثل قطع رأس الدمية ووضعها في فرن المايكروويف. أضاف دكتور نيرن: إن أمر التخلص من باربي دليل على نضوجهن ورفضهن للماضي. [27][27][27][27][27][27] [28][28][28][28][28][28] *في 12 فبراير 2009، فازت Dallas Cowboy Cheerleader Barbie بلقب TOADY وهو لعبارة (Toys Oppressive And Destructive to Young Children) وتعني ألعاب عنيفة ومدمرة للأطفال الصغار وهي جائزة أسوأ لعبة في العام. قدمت الجائزة حملة من أجل طفولة سويّة بعيدة عن تأثير الدعاية والإعلانات التجارية بسبب... ترسيخ الدمية لمفاهيم سلبية عما يفترض أن تكون عليه الفتيات. *في مارس 2009، قدم جيف إلدريدج نائب ولاية فرجينيا الغربية مشروع قانون عن حظر بيع دمى باربي وغيرها من الدمى التي تحث الفتيات على أن يهتممن بمظهرهن ويكن جميلات فقط، وذلك في داخل ولاية فرجينيا الغربية. إن مشروع القانون لا يفرض عقوبة إذا تم انتهاكه وقد اعترف النائب جيف إلدريدج بأن مشروع القانون لا يفرض تطبيقه بالقوة. [30][30][30][30][30][30] [31][31][31][31][31][31] *في إبريل 2009، أنتجت شركة ماتيل دمية باربي مرسوم على جسمها وشم ومعها أيضًا مجموعة أخرى يمكن لصقها على الدمية والتي تتضمن وشم أسفل الظهر؛ مما أدى إلى إثارة الجدل والعديد من الانتقادات. كانت المادة الإعلانية لشركة ماتيل عدل ملابس الدمية كما تريد وألصق الأوشام المرحة سهلة الإزالة عليك أيضًا، ولكن إد مايو الرئيس التنفيذي لشركة كونزيومر فوكس أشار إلى أن الأطفال يمكن أن يرغبوا في الحصول على وشم أيضًا. [32][32][32][32][32][32] *أصبحت تستخدم كلمة  باربي  كمصطلح عامي ازدرائي للإشارة إلى الفتاة أو المرأة السطحية والمهتمة بالمظهر فقط، وأشهر مثال على ذلك أغنية البوب الشهيرة باربي جيرل  التي صدرت عام 1997. (انظر المحاكاة الساخرة والدعاوى القضائية). 

## المحاكاة الساخرة على باربي والدعاوى القضائية
كثيرًا ما تمت الإشارة إلى باربي في الثقافة الشعبية بهدف المحاكاة الساخرة. وفيما يلي بعض الأحداث التي تمت الإشارة فيها إلى باربي: *في عام 1997، قامت فرقة البوب أكوا الدنماركية-النرويجية بإصدار أغنية اسمها باربي جيرل. تحتوي الأغنية على بعض الكلمات الساخرة، مثل You can brush my hair / Undress me ،everywhere كما استخدمت رسومات مشابهة لشعار باربي وردي اللون. أعلنت شركة ماتيل أن هذه الأغنية تشكل انتهاكًا للعلامة التجارية الخاصة بـ باربي ورفعت دعوى قضائية بالتشهير ضد شركة إم سي إيه للتسجيلات في 11 سبتمبر 1997. في يوليو 2002، أصدر القاضي أليكس كوزينسكي حكمه بأن الأغنية محمية كمحاكاة ساخرة، وذلك بموجب التعديل الأول لدستور الولايات المتحدة الأمريكية. [./باربي#cite_note-33 [33]][33][33][33][33][33][33][./باربي#cite_note-34 [34]][34][34][34][34][34][34] *قامت شركة نيسان بعمل إعلانات عن سياراتها باستخدام دمى تشبه باربي وصديقها كين؛ مما تسبب في رفع دعوى قضائية أخرى في عام 1997. في الإعلان، تقوم دمية تشبه جي آي جو بجذب دمية على شكل امرأة إلى داخل سيارة، وذلك لإخافة دمية تشبه كين ويرافق أحداث الإعلان أغنية فان هالين You Really Got Me. وفقًا لصانعي الإعلان، فإن أسماء الدمى كانت روكسان ونيك وتاد. وقد ادعت شركة ماتيل أن الإعلان تسبب في حدوث أضرار فادحة لمنتجاتهم، ولكنها خسرت القضية المتعلقة بانتهاك حقوق الملكية. [./باربي#cite_note-35 [35]][35][35][35][35][35][35] [./باربي#cite_note-36 [36]][36][36][36][36][36][36] *بثّ برنامج ساترداي نايت لايف محاكاة ساخرة عن Gangsta Bitch Barbie الخيالية وTupac Ken. [./باربي#cite_note-37 [37]][37][37][37][37][37][37] *عرض برنامج ذا تونايت شو تقديم جاي لينو Barbie ميثامفيتامين Lab الخيالية والذي سخر كيف أن باربي عادةً ما تعمل في مهنة تتماشى مع الوقت أو - في هذه الحالة - مشاكل المجتمع الحالية. *إن ماليبو ستايسي التي تظهر في مسلسل الرسوم المتحركة عائلة سيمسنز عبارة عن محاكاة ساخرة لدمية باربي. في عام 1994، كانت هناك حلقة بعنوان ليزا ضد ماليبو ستايسي وسخرت الحلقة من الجدل المثار حول Teen Talk Barbie ؛ حيث ظهرت دمية ستايسي الناطقة ونطقت ببعض العبارات، مثل هيا بنا نشتري ماكياج حتى نعجب الفتيان. وشعرت ليزا بالاشمئزاز بسبب تفوه ماليبو ستايسي بكلام مثير واهتمامها بالأمور السطحية، وذلك ما دفعها للترويج لفكرة بديلة وهي ليزا قلب الأسد. *في عام 1993، قامت مجموعة في الولايات المتحدة الأمريكية تطلق على نفسها اسم منظمة تحرير باربي بتعديل دمية باربي عن طريق وضع صندوق الصوت الخاص بدمية جي آي جوي الناطقة في باربي وإعادة الدمى سرًا إلى رفوف متاجر لعب الأطفال. وقد اندهش الآباء والأبناء عندما اشتروا دمى باربي التي تنطق عبارات، مثل التهمي الرصاص أيتها الكوبرا! وأنا من سينتقم. [./باربي#cite_note-38 [38]][38][38][38][38][38][38] [./باربي#cite_note-39 [39]][39][39][39][39][39][39] *في عام 1999، رفعت شركة ماتيل دعوى قضائية ضد الفنان توم فورسيزي من ولاية يوتاه بسبب مجموعة صور اسمها  فوود تشين باربي  والتي اشتملت على صور للدمية باربي في الخلاط. خسرت شركة ماتيل القضية وأمرتها المحكمة بدفع 1.8 مليون دولار بالإضافة إلى أتعاب المحاماة إلى السيد فورسيزي. [./باربي#cite_note-40 [40]][40][40][40][40][40][40] [./باربي#cite_note-41 [41]][41][41][41][41][41][41]  *في نوفمبر 2002، رفض قاضي في نيويورك إنذار قضائي ضد الفنانة البريطانية سوزان بيت التي صممت دمية اسمها Dungeon Barbie والتي تلبس ملابس سوداء. قالت القاضية لورا تايلور سوين: لعلم المحكمة، ليس هناك خط إنتاج في شركة ماتيل لدمى S&M Barbie. [./باربي#cite_note-43 [43]][43][43][43][43][43][43]

## هواة جمع باربي
تقدر شركة ماتيل أن هناك أكثر من 100.000 شخص يهوون جمع دمى باربي. جدير بالذكر أن 90% من هؤلاء الأشخاص نساء متوسط أعمارهن 40 عامًا وتقمن بشراء أكثر من عشرين دمية باربي في السنة. وتنفق 45% منهن ما يزيد عن 1000 دولار في السنة على شراء الدمى. جدير بالذكر أن دمى Vintage Barbie أو باربي الكلاسيكية هي الأعلى قيمة في المزادات. وفي حين أنه تم بيع دمية باربي الأصلية مقابل 3.00 دولارًا في عام 1959، فقد تم بيع دمية باربي الموضوعة في صندوقها الأصلي وبحالتها إنتاج عام 1959 بمبلغ 3552.50 دولار على موقع إيباي في أكتوبر 2004. [44][44][44][44][44][44] في 26 سبتمبر 2006، حققت دمية باربي رقمًا قياسيًا في بيت المزاد كريستيز في لندن؛ حيث بيعت بملبغ 9,000 جنيه إسترليني (17,000 دولار أمريكي). كانت الدمية عبارة عن باربي تلبس فستان سهرة لونه أحمر من إنتاج عام 1965 وكانت جزءًا من مجموعة خاصة تتكون من 4.000 دمية باربي باعتها امراتين هولنديتين، وهما ليتجي رايبل وابنتها مارينا. في السنوات الأخيرة، قامت شركة ماتيل ببيع مجموعة كبيرة من دمى باربي وكانت تستهدف هواة جمع الدمى، والتي تضمنت دمى مصنوعة من الخزف الصيني ودمى في ملابس كلاسيكية أعيد إنتاجها ورسومات لباربي وهي في شكل عدد من الشخصيات التي ظهرت في مسلسلات تليفزيونية، مثل  ذا مونسترز  و ستار تريك . [46][46][46][46][46][46] [46][46][46][46][46][46] هذا بالإضافة إلى أن هناك بعض هواة جمع الدمى الذين يرغبون في شراء دمى باربي التي تنتمي لأعراق مختلفة. [46][46][46][46][46][46] في عام 2004، قدمت شركة ماتيل نظام ألوان متنوعة لدمى باربي من أجل هواة جمعها والتي تنوعت بين اللون الوردي والفضي والذهبي والرمادي، وذلك حسب عدد الدمى التي تم تصنيعها ولاقت رواجًا بين الجمهور. [46][46][46][46][46][46] احتفلت باربي بعيد ميلادها الخمسين في مارس 2009، وقامت شركة ماتيل بإعادة إنتاج دمية باربي الأصلية التي أٌنتجت عام 1959 للاحتفال بهذه المناسبة.

## براتز المنافسة الأولى لـ باربي
في يونيو 2001، أنتجت شركة إم جي إيه إنترتينمنت مجموعة دمى براتز وهي تعتبر أول منافسة حقيقية خطيرة تواجهها باربي في سوق دمى الأزياء. وفي عام 2004، أظهرت أرقام المبيعات أن الإقبال على شراء دمى براتز أكثر من الإقبال على دمى باربي في المملكة المتحدة، على الرغم من أن شركة ماتيل ما زالت هي الشركة الرائدة فيما يتعلق بعدد الدمى المباعة والملابس والإكسسوارات. [./باربي#cite_note-47 [47]][47][47][47][47][47][47] في عام 2005، أظهرت الأرقام أن مبيعات دمى باربي انخفضت بنسبة 30٪ في الولايات المتحدة الأمريكية وبنسبة 18٪ في باقي دول العالم، في حين أن جزءًا كبيرًا من هذا الانخفاض في المبيعات يرجع إلى زيادة شعبية دمى براتز. [./باربي#cite_note-48 [48]][48][48][48][48][48][48] رفعت شركة ماتيل دعوى قضائية على شركة إم جي إيه إنترتينمينت تطالب فيها بدفع 500 مليون دولار بحجة أن مصمم دمية براتز كارتر بريانت كان يعمل لحساب شركة ماتيل عندما وضع فكرة دمية براتز. كما رأت هيئة المحلفين أن شركة إم جي إيه ورئيسها التنفيذي إسحاق لارين حاولوا استغلال ممتلكات شركة ماتيل لصالحهم وساعدوا بريانت عن عمد في عدم الوفاء بالتزاماته ومهامه الوظيفية نحو شركة ماتيل. في 3 ديسمبر 2008، منع قاضي المقاطعة ستيفن لارسون شركة إم جي إيه من بيع دمى براتز. وسمح للشركة بمواصلة بيع الدمى حتى انتهاء العطلة الشتوية. ووفقًا لشروط قرار المحكمة، فإن شركة إم جي إيه ملزمة بعد انتهاء موسم العطلات بجمع دمى براتز من الأسواق على نفقتها الخاصة، كما تقوم بسداد ثمن الدمى لأصحاب المحلات ومصاريف الشحن للبائعين والموزعين. وقامت المحكمة باستثناء بعض الألعاب التي تقوم بإنتاجها الشركة إذا كانت تباع منفصلة عن دمى براتز موضوع النزاع. أعلنت شركة إم جي إيه أنها ستستأنف هذا الحكم.

## روابط خارجية
- باربي على موقع ميوزك برينز (الإنجليزية)